# Stedocys matuoensis
Espèce
Stedocys matuoensis est une espèce d'araignées aranéomorphes de la famille des Scytodidae.

## Distribution
Cette espèce est endémique du Guangxi en Chine,. Elle se rencontre dans la grotte Matuo dans le xian de Longlin.

## Description
La femelle holotype mesure 12,78 mm.

## Étymologie
Son nom d'espèce, composé de matuo et du suffixe latin -ensis, « qui vit dans, qui habite », lui a été donné en référence au lieu de sa découverte, la grotte Matuo.

## Publication originale
- Wu, Luo & Li, 2017 : Nine new species of the spider genus Stedocys (Araneae, Scytodidae) from China and Thailand. Zoological Research, vol. 52, no 5, p. 215-242 (texte intégral).